# Koulwéogo (Bokin)
Pour les articles homonymes, voir Koulwéogo.
Koulwéogo, portant aussi le nom de Tansogo, est une commune rurame située dans le département de Bokin de la province du Passoré dans la région Nord au Burkina Faso.

## Géographie
Koulwéogo est situé à 3 km au nord-ouest du centre de Bokin, le chef-lieu du département, et à environ 50 km à l'est de Yako. Le territoire communal s'étend sur 100 km2 environ.

## Économie
L'agriculture – pratiquée par les Mossis qui peuplent principalement le village – est la principale activité économique de Koulwéogo qui produit mil, petit mil, sorgho, maïs, haricot, pois de terre, arachides et sésame.

## Santé et éducation
Le centre de soins le plus proche de Koulwéogo est le centre de santé et de promotion sociale (CSPS) de Sarma tandis que le centre médical départemental (CM) est à Bokin et le centre médical avec antenne chirurgicale (CMA) de la province est à Yako.
Koulwéogo possède une école primaire publique disposant de six classes pour 300 élèves environ.